# Peter Miles

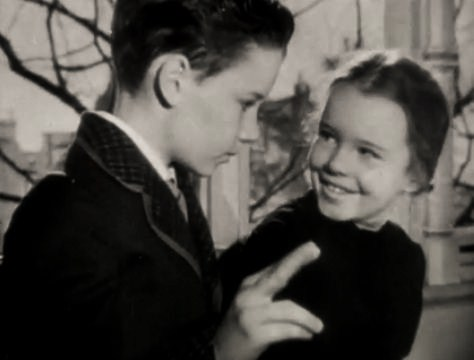
Peter Miles y Gigi Perreau en un fotograma del reclamo de la película de 1948 Enchantment, dirigida por Irving Reis.

Peter Miles (Gerald Richard Perreau-Saussine, Tokio, 1 de abril de 1938-Los Ángeles, 3 de agosto de 2002) fue un actor y escritor estadounidense. 

## Biografía
De familia de artistas, Peter era el hermano mayor de la famosa actriz Gigi Perreau.
Estudió en Beverly Hills en una escuela católica. Más tarde estudió en Loyola High School donde se graduó, en Los Ángeles.
Peter Miles apareció por primera vez en el cine junto a Humphrey Bogart en la película Pasaje a Marsella, haciendo de hijo pequeño. También tuvo pequeños papeles secundarios en películas como Encantamiento, El Pony Rojo, y en la gran superproducción de la época Quo Vadis?.
Más tarde sus apariciones se fueron haciendo más visibles en el medio televisivo. Apareciendo como actor, y en muchas ocasiones como estrella invitada en programas como Fathers Know Best, The Lone Ranger, 77 Sunset Strip, y Perry Mason. También era un personaje muy asiduo en el programa El Show de Betty Hutton de los años 1959 a 1960.
Poco a poco, dejó la interpretación. Y durante un largo periodo de su vida, se dedicó a la escritura de libros con el seudónimo de Richard Miles.
Entre los géneros de sus obras, se encontraba la poesía, las novelas, y el cine. Ya que también contribuyó a la escritura de películas como Ellos salvaron el cerebro de Hitler, That Cold Day in the Park y The Madmen of Mandoras.
El 3 de agosto de 2002, Peter Miles murió de cáncer, en Los Ángeles, California.

## Filmografía adicional
- Possesed 1947)
- Heaven Only Knows 1947)
- Pasaje a Marsella
- Quo vadis? 1951)
- Trigger Jr. 1950)
- A punta de espada 1952)